# 福田陽平
福田 陽平（ふくだ ようへい、1982年9月28日 - ）は、日本の映画監督、撮影技師、脚本家。神奈川県出身。

## 来歴・人物
神奈川県藤沢市出身。
日本映画学校（現・日本映画大学）撮影科卒業。
オリジナルビデオ『ほんとにあった! 呪いのビデオ』シリーズの監督・撮影を経て、『お姉チャンバラ』で劇場映画デビューを果たす。
『学校裏サイト』や山田悠介原作を映画化した『×ゲーム』、『アイズ』などのホラー・サスペンス映画を監督し、新鋭監督として注目されている。

## 監督作品

### 映画
- 歩くチカラ（2004年） - 監督・脚本
- お姉チャンバラ THE MOVIE（2008年） - 監督・撮影・脚本[1][2]
- 学校裏サイト（2009年） - 監督・脚本[3][4]
- ×ゲーム（2010年） - 監督[5][6]
- ビンゴ（2012年） - 監督・脚本[7][8]
- アイズ（2015年） - 監督・脚本[9][10][11]
- デスフォレスト 恐怖の森5（2016年） - 監督・脚本（田中佑和との共同監督）

### オリジナルビデオ
- ほんとにあった! 呪いのビデオ16〜21、71〜80（2005-2006、2017-2019年） - 監督（構成・演出）
- DEATH FILE（2006年） - 監督・脚本・撮影[12][13]
- DEATH FILE 2（2006年） - 監督・脚本・撮影[14][15]
- 戸田恵梨香〜NOTE〜（2007年） - 監督
- こっくりさん〜本当にあった怖い話〜　（2007年） - 監督
- リアル隠れんぼ 2（2009年） - 監督・脚本・撮影
- 殺人動画サイト Death Tube（2010年） - 監督・脚本・撮影[16]
- 殺人動画サイト Death Tube 2（2010年） - 監督・脚本・撮影[17]
- ほんとうにあった怖い話 第十八夜（2011年） - 監督・脚本・撮影
- ことりばこ（2011年） - 監督・脚本[18]
- あなたの知らない怖い話（2011年） - 監督・撮影[19]
- 怪奇!アンビリーバブル 衝撃!人を殺す呪われた封印写真の謎に迫る!!（2013年） - 構成・演出・撮影
- ほんとにあった！呪いの動画（2013年） - 監督（構成・演出）
- 怪奇!アンビリーバブル 本当に恐ろしいマル得物件の謎に迫る!（2013年） - 構成・演出・撮影
- ほんとうに映った!監死カメラ3〜4（2013年） - 監督（構成・演出）（田中佑和との共同監督）
- 絶対に怖い動画3 ヤバイ映像SP（2013年） - 監督（構成・演出）
- ほんとにあった！新・呪われたビデオ（2017年） - 監督（構成・演出）
- 呪いの黙示録（2020年） - 構成・演出・撮影

## 参加作品

### 映画
- 痴漢男 （2005年） - 撮影[20][21]
- 渋谷怪談 THE リアル都市伝説 （2005年） - 撮影[22][23]
- こわい童謡 表の章 （2007年） - 撮影[24][25]
- こわい童謡 裏の章 （2007年） - 撮影[26][27]
- BOYSLOVE 劇場版 （2007年） - 撮影[28]
- 男女逆転 吉原遊郭 （2008年） - 撮影[29]
- 大奥 百花繚乱 （2008年） - 撮影[30]
- 大奥 浮絵悲恋 （2008年） - 撮影[31]
- 口裂け女0　～ビギニング～ （2008年） - 撮影[32][33]
- グロテスク （2008年） - 撮影監督[34][35]
- イケメンバンク THE MOVIE （2009年） - 撮影[36][37]
- くそガキの告白 （2011年） - 撮影[38][39][40]
- 青春群青色の夏 （2015年） - 撮影監督[41][42][43][44][45]
- 大きい女の子は好きですか? （2020年） - 撮影[46]

### オリジナルビデオ
- ほんとうにあった怖い話 第二夜 屍霊（2005年） - 撮影
- 幽霊より怖い話　（2005年） - 撮影[47]
- ほんとうにあった怖い話 第四夜 生霊（2005年） - 撮影・脚本協力
- ほんとにあった！呪いのビデオ22-28　（2005-2008年） - 編集・撮影
- となりの801ちゃん　（2007年） - 撮影[48]
- ノラ　（2010年） - 撮影[49]
- 死刑ドットネット　ターン・ゼロ　（2010年） - 撮影[50]
- 死刑ドットネット　（2010年） - 撮影[51]
- となりの801ちゃん　Love＆Peace　（2011年） - 撮影[52]
- ほんとにあった！呪いのビデオ81（2019年）- 演出協力
- 心霊マスターテープ（2020年） - 出演
- 霊界の迷路 第一章（2022年） - 編集・構成・監修